# Karsten Ley
Karsten Ley (* 1974) ist ein deutscher Architekt, Stadtplaner und Hochschullehrer.

## Leben
Ley studierte Architektur, Städtebau und Stadtplanung an der RWTH Aachen und an der Columbia University. Seit 2001 arbeitete er als wissenschaftlicher Mitarbeiter am Lehr- und Forschungsgebiet Stadtbaugeschichte der RWTH Aachen und war ab 2002 2. Direktor des Aachen Centers for Documentation and Conservation RWTHacdc. In dieser Eigenschaft wirkte er an verschiedenen Dokumentations-, Konservierungs- und Managementprojekten von UNESCO-Welterbestätten mit, u. a. in Al Baleed, im Bamiyan-Tal, in Mohenjo-Daro und in Otrar sowie als Projektleiter bei der Restaurierung der historischen Stadtmauer von Ghazni. Daneben war er freiberuflich in der Stadtplanung, der Denkmalpflege und in der didaktischen Vermittlung von Kulturerbefragen tätig.
2009 erfolgte die Promotion zum Dr.-Ing. mit einer Arbeit zur Städtebautheorie und Stadtbaugeschichte (The Urban Matrix: Towards a Theory on the Parameters of Urban Form and their Interrelation). Für seine akademischen Arbeiten erhielt Ley die Springorum-Denkmünze, die Borchers-Plakette sowie zweimal den Friedrich-Wilhelm-Preis der RWTH Aachen. Ley war als Mitorganisator an mehreren Ausstellungen, Workshops und Konferenzen beteiligt, u. a. Gandhara – Das buddhistische Erbe Pakistans und Moenjodaro 4500 plus. Breathing new life into one of the world’s greatest Bronze Age Cities.
Von 2012 bis 2015 vertrat Ley als Akademischer Rat das Fach Stadtbaugeschichte an der RWTH Aachen und war als Lehrbeauftragter an der TU Darmstadt und der German University of Technology in Oman tätig. Darüber hinaus hielt er Gastvorlesungen an der TU Graz, der La Sapienza in Rom, der Roma Tre und der University of Portsmouth. 2015 wurde er als Professor für Städtebau, Architekturtheorie und Entwerfen an die hochschule 21 in Buxtehude berufen. Ein Fokus seiner Forschungstätigkeit liegt neben den theoretischen und praktischen Fragestellungen des Erhalts von baulichem Kulturerbe auf der Stadtbau- und Stadtplanungsgeschichte des 19. und 20. Jahrhunderts. Ein weiterer Schwerpunkt bildet die Stadtmorphologie und hier insbesondere Untersuchungen zur Genese, Wirkung und Fortentwicklung des urbanen Raums (Stadtraumgeschichte).

## Schriften (Auswahl)
- mit Karl R. Kegler und Anke Naujokat: Utopische Orte. Utopien in Architektur- und Stadtbaugeschichte. Forum Technik u. Gesellschaft, Aachen 2004, ISBN 3-00-013158-2.
- Raum, Zeit, Funktion. Die Dimensionen der Achse im Städtebau. FdR, Aachen 2005, ISBN 3-936971-08-0.
- mit Michael Jansen, Francis Childe und Roland Lin Chih-Hung: Preservation and restoration of the ancient city of Otrar. FdR, Aachen 2008, ISBN 978-3-936971-22-4
- mit Michael Jansen, Michael; Francis Childe und Roland Lin Chih-Hung, Geesche Intveen, Daniel Lohmann und Katharina Maaser: Atlas of Central Asian Earth Sites. Otrar, Kazakstan. FdR, Aachen 2008, ISBN 978-3-936971-21-7
- The Urban Matrix. Towards a Theory on the Parameters of Urban Form and their Interrelation. FdR, Aachen 2009, ISBN 978-3-936971-25-5.
- mit Michael Jansen: The Indus Civilization – Center Periphery: A Time‐Space Relation. International Workshop from 8–11 July 2012. FdR, Aachen 2013, ISBN 978-3-936971-31-6
- mit Michael Jansen und Georgios Toubekis: Restoration of the Ghazni City Wall in Afghanistan. Restoration Works 2011–2014. FdR, Aachen 2014, ISBN 978-3-936971-36-1.
- mit Michael Jansen, Maike Scholz und Gesche Intveen:  The Archaeological Park Al-Baleed Sultanate of Oman. Site Atlas along with Selected Technical Reports 1995–2001. Office to the Advisor to His Majesty the Sultan for Cultural Affairs, Muscat 2015, ISBN 978-999690-295-5.